# Биљана Стојковић (политиколог)
Др Биљана Стојковић (Крушевац, 1963) научна је истраживачица у више области друштвено-хуманистичких наука, списатељица, прва жена доктор наука у области стратегије у Србији и дугогодишња новинарка и уредница међународне политике у листовима „Народна армија” и „Војска”.

## Биографија
Рођена је 28. марта 1963. године у Крушевцу, где је као најбољи ђак генерације, матурирала у Гимназији „Боса Цветић”. У то време била је секретар Књижевне омладине Крушевца и добитник бројних награда у области културног стваралаштва и новинарства. Дипломирала је у Београду, 1987. године, на Факултету политичких наука Универзитета у Београду, на смеру Међународна политика (дипломатија) и стекла звање - дипломирани политиколог. За време студирања била је студентски активиста и покретач акције под називом „Африканијада” којом је промовисана културна баштина земаља са афричког континента. Добитник је признања за најбољег студента генерације на ФПН Универзитета у Београду, 1987. године.
Током студија била је руководилац научно-истраживачког тима ФПН на пројекту „Ставови југословенског јавног мњења о УН, миру и безбедности у свету”, чији су резултати презентирани на заседању WFUNA у Женеви, 1986. године. Ово истраживање је награђено наградом Ректората Универзитета у Београду и проглашено за најбоље истраживање у области друштвених наука у 1987. години. Такође, била је руководитељка Клуба за Уједињене нације на ФПН, Иницијативног и Координационог одбора клубова за УН у Београду (ИОКУН и КОКУН), руководитељка омладинског покрета клубова за УН у Србији и у бившој Југославији (ISMUN) и, у том својству, Генералном секретару Уједињених нација Хавијеру Перезу де Куљеару Гера је уручила Плакету мира на Универзијади у Загребу 1987. године.
На Факултету политичких наука је 8. маја 2008. године, успешно одбранила магистарску тезу на смеру Политичка теорија и методологија, под насловом „Одређење појма развојна стратегија у савременој теорији политике” и стекла звање магистар политичких наука. На Војној академији Универзитета одбране у Београду је 16. априла 2013. године одбранила докторску дисертацију на тему „Безбедносни аспект националне стратегије развоја” и стекла научно звање доктор војних наука за стратегију. Била је прва жена у Србији која је стекла то звање. На 35. конкурсу Задужбине Андрејевић, 2013. године, поменута докторска дисертација је изабрана за најбољи научни рад у својој научној дисциплини и објављена у виду научне монографије у библиотеци „Посебна издања” 2014. године.
Била је једна од иницијатора и оснивача Еколошког покрета Београда. Иницирала је и предводила друштвену акцију „Нуклераке – НЕ, хвала!” која је резултирала забраном градње нуклеарних електрана у Србији и добила је два ружичаста „Гран прија” Радио Београда II за активности у области екологије 1986. и 1987. године.
Била је један од покретача поновног рада Удружења Крушевљана у Београду и његов секретар у периоду 1993-94. године.
Поред рада у државној администрацији (Конференција потрошача ССРН СФРЈ, ССНО СФРЈ, Министарство одбране и Министарство за рад, запошљавање, борачка и социјална питања Републике Србије), упоредо се бави и научно-истраживачким и публицистичким радом у континуитету, почев од 1987. године.
Кључна је ауторка више државних докумената, као на пример: два Национална акциона плана за примену Резолуције 1325 Савета безбедности Уједињених нација - Жене, мир и безбедности у Републици Србији (2010–2015) и (2017–2020), за чију је израду добитник награде државне секретарке за политику одбране 2010. године и министра одбране Владе Републике Србије 2017. године. Једна је од аутора Беле књиге одбране, Универзалоног периодичног прегледа о стању људских права у Републици Србији, као и Националне стратегије безбедности Републике Србије и Стратегије одбране Републике Србије, Закона о родној равноправности, чије се усвајање очекује у наредном периоду. Такође, Биљана Стојковић била је кључни ауторка у изради и једна од учесника у спровођењу или евалуаторка укупно 15 пројеката које су спроводили државни органи у сарадњи са Европском унијом или појединим међународним организацијама попут: OSCE, UNDP, UN Women.

## Научни рад
Одлуком број 660-01-00011/569 од 28. априла 2016. године, Комисије за стицање научних звања Министарства просвете, науке и технолошког развоја, на основу предлога Института за међународну политику и привреду у Београду, стекла је научно-истраживачко звање - научна сарадница у области друштвених наука – политичка теорија.
Ауторка је или коауторка укупно 42 оригиналних научних радова, објављених у земљи и иностранству, од којих 30 научних радова објављених пре избора у научно звање научне саветнице (индекс 77,5) и 12 научних радова објављених у периоду након тога (индекс 30). Учесница је бројних домаћих и међународних научних скупова.
Поред наведеног, ауторка је и три специјална прилога из области људских права и бројних научних радова, студија и монографија објављених у земљи и иностранству из области одрживог развоја, међународне политике и међународних односа, политичке теорије, безбедности, одбране, људских права, религије и сл.
Уредница два тематска зборника радова, рецензенткиња више монографија и научних чланака других аутора итд.
Биљана Стојковић је од покретања међународног мултидисциплинарног часописа „Српска научна мисао данас”/SerbianScienceToday, тј. од 2016. године, једна од уредника у часопису задужена за област безбедности, који излази у издању Задужбине Андрејевић (ISSN 2466-4189., COBSISS.SR-ID 222078236).

## Публицистички рад
Ауторка је пет књига које су штампане у више издања и то:
- Ловци на душе, три ауторска издања,
- Лексикон секти (два издања у Србији, Црној Гори и Босни и Херцеговини) у издању „Народне књиге”,
- Исповести жртава секти (једно ауторско и два издања у Србији, Црној Гори и Босни и Херцеговини у издању „Народне књиге”,
- Пази секта (приручник) у издању „Антуријума”,
- Безбедност као предуслов развоја, научна монографија у издању „Задужбине Андрејевић”.[1]

По анкети „Европљанина” из 1998. године ауторка је најтиражније домаће књиге Ловци на душе. Због популарности те књиге РТВ „Пинк” ју је прогласила „Нај-женом” у 1998. години, а Министарство просвете, науке и технолошког развоја Републике Србије препоручило је књигу Ловци на душе као погодно штиво за едукацију ученика, студената и наставника у Републици Србији.
Коаурорка је три објављена специјална прилога у магазину „Одбрана” и то:
- Стојковић,Б., Дуњић, М.,: Појмовник родне равноправности, магазин „Одбрана”, број 143, специјални прилог број 68, Београд, 1. септембар 2011. године.
- Стојковић,Б.,Поткоњак-Лукић, Б., Истински равноправни, магазин „Одбрана”, број 278, специјални прилог број 167 на 32 стране, Београд, 15. април 2017. године.
- Стојковић,Б.,Поткоњак-Лукић, Б., Превенција и сузбијање дискриминације и насиља, магазин „Одбрана”, број 278, специјални прилог број 176 на 32 стране, Београд, 15. септембар 2017. године.

## Објављени радови
- Biljana Stojković, Milan Kankaraš,Gender aspects of the Security system reform of the countries in the region of the Republic of Serbia, Comparative Security systems of neighboring countries: Similarities, Differences and Cooperative, International Monograph, No. ФП ДХ/БЕ3/0917-0318/2017-2018 (Editor: Professor Bozidar Forca, PhD), Faculty of Business Studies and Law University „Union - Nikola Tesla” of Belgrade. 2018.  978-86-81088-01-2. стр. 463–486. М61 (1,5);
- Milan KANKARAŠ, Ivan PETROVIĆ, Biljana STOJKOVIĆ, Opportunities and threats of New Idea, Initiatives of the ‘New Silk Road’ Achievements and Challenges (Edited by Duško Dimitrijević and Huang Ping), Belgrade, 2017, Publisher: Institute of International Politics and Economics, Belgrade, Thematically proceedings were financially supported by the Ministry of Education, Science and Technological Development of the Republic of Serbia within the project: “Serbia in contemporary international relations: Strategic development orientations and consolidation of Serbia’s position in international integration processes – foreign policy, international economic, legal and security aspects”, number 179029, for the period 2011–2017,  978-86-7067-246-8 Beograd, 2017. pp. 255/267.
- Биљана Стојковић, Безбедносни аспект румунске политике, оригинални научни рад објављен у целини у Зборнику радова „Анатомија румунске политике“ (урд. научни саветник др Зоран Милошевић), УДК 32:351.74 (498), CIP 327 (498)”18/20” (082) и 323 (498)”18/20” (082), COBISS.SR-ID 238217228, Институт политичких студија, Београд, јун 2017. године, стр. 118-137, М61 (1,5);
- Биљана Стојковић, Теоријско, стратегијско-нормативно и функционално одређење интегралне безбедности Републике Србије, оригинални научни рад објављен у целини у Тематској монографији - Зборнику радова „Интегрална безбедност Републике Србије – Теоријски аспект“ (уред. проф. др Божидар Форца), Факултет за стратешки и оперативни менаџмент, Факултет за пословне студије и право,Универзитета УНИОН „Никола Тесла“ Београд, CIP 351.86 (497.11)“20“(082), 327.56::351.88 (497)”20” (082) и 355.02 (497.11)”20” (082), COBISS.SR-ID 230749452.  978-86-87333-74-1., Београд, 2017. године, стр. 47-63, М61 (1,5);
- Biljana R. Stojković, Blažo M. Radović, Contemporary theoretical approaches and security phenomenology, Serbian Science Today, 1  (3):, December 2016, Anrejević Endowment, Belgrade. ISBN 2466-4189. стр. 87-105,., COBSISS.SR-ID 222078236, 383/392,М61 (1,5);
- Биљана Стојковић, Стратегијско промишљање теорије и праксе безбедности, оригинални научни рад објављен у целини у Зборнику радова са научног скупа под називом: „Србија и стратегијска раскршћа“, „ИСИКС-2016“, који је одржан 30. септембра 2016. године на Топчидеру у Београду, у организацији Института за стратегијска истраживања СПО и Катедре стратегије ШНО Војне академије СЉР Министарства одбране, издање Медија центра „Одбрана“ Министарствo одбране (ед. проф. др Мирослав Талијан и др.), у Београду 2016. године.  978-86-335-0543-7. (МЦО), COBSISS.SR-ID 226029068, стр. 87-105, М61 (1,5);
- Биљана Стојковић, Родно одговорно буџетирање у Министарству одбране, оригинални научни рад изложен на Симпозијуму о операционим истраживањима „XLIII SYM-OP-IS 2016“, секција Примене операционих истраживања у одбрани. Научни скуп је одржан на Тари, од 20. до 24. септембра 2016. године у организацији Министарства одбране. Рад је објављен у целини у Зборнику радова са тог скупа у издању Медија центра „Одбрана“ (ед. др Александар Илић и др.), Београд. 2016.  978-86-335-0535-2., COBSISS.SR-ID 225714444, стр. 491-495, М61 (1,5);
- Biljana Stojković, Svetlana Janković, Sustainability of UNSCR 1325 implementation in the Republic of Serbia, Gender Equality in Defence System (Editor PhD J. Saranović), Institute for Strategic Research, Media Center „Odbrana“, Library „Vojna knjiga“, Book no. 2016, Belgrade. 2016.  978-86-81121-15-3. стр. 350-367,. (ISI), CIP 351.86:305-055 (048).  978-86-335-0539-0. (MCO), CIP 355:305-055.2 (082),М14 (5);
- Биљана Стојковић, Светлана Јанковић, Биљана Бабић, Аикидо - техника самозаштите жена од насиља, оригинални научни рад прихваћен и изложен на Првој међународној научној и стручној конференцији на тему: „Жене у спорту“, у организацији Факултета за спорт Универзитета УНИОН „Никола Тесла“ у Београду, 8. март 2015. године, објављен у Зборника радова „Жене у спорту“ (Women in sport) (уред. проф. др Иванка Гајић), Београд, 2015. стр. 11-16. М61 (1,5);
- Биљана Стојковић, Татјана Вишацки, Снежана Васић, Ксенија Ђурић Атанасијевски, Сања Савић, Тематски зборник радова под насловом: „Жене, мир и безбедност – родне анализа 2010-2015“ (уред. Биљана Стојковић) ауторка Увода (стр. 13-20) и Првог поглавља под називом: Методе и технике родне анализе (стр. 21-64), Медија центар „Одбрана“ (објављивање Тематског зборника радова је у току).  978-86-335-0538-3., Београд, 2016. стр. 13-64. М42 (5);[2]
- Биљана Стојковић, Божидар Форца, Методолошки основ за израду новог Националног акционог плана за примену Резолуције 1325, оригинални научни рад објављивљен у интердисциплинарном научно-теоријском часопису „Војно дело“ Медија центра „Одбрана“ број 7/2016, УДК 355/359, YU ISSN 0042-8426, Београд, 2016. године, стр. 181-194. М51 (3);
- Biljana Stojković, Jan Marček, National Development Strategy and Security, 5. Medzinarodna vedecka konferencia „Narodna a medzunarodna bezpečnost 2014“, Zbornik vedeckych a odbornych prac (ed. Ing. PhD Ivan Majchut), Liptovsky Mikulaš, Slovakia (Organizatori Međunarodne konferencije: Slovačka, Češka, Poljska i Ukrajina), 2.10.2014.  978-80-8040-495-6. стр. 458-467,. Akademia ozbrojenych sil generala Milana Rastislava Štefanika 2014.М31 (3);
- Biljana Stojkovic, Introduction of Gender perspective to Security Sector Reform in the Republic of Serbia, учешће са прихваћеним и објављеним радом на Четвртој Међународној мултидисциплинарној, научно-стручној конференцији „EUROBRAND“, у организацији Републике Румуније и Републике Србије, под покровитељством Европске уније, Темишвар-Вршац, од 9. до 11. децембра 2011. годинe, рад објављен у Зборнику радова са тог скупа на стр. 227-238, М31 (3);
- Биљана Стојковић, Основаност разматрања наука одбране као интердисциплинарних наука, прихваћен и објављен рад са научног скупа са међународним учешћем на тему: „Науке одбране“, одржаног 7-8. априла 2011. године у Београду, Зборник радова „Науке одбране“, Војна академија Сектора за људске ресурсе Министарства одбране, Београд, 2012. стр. 65-85, М32 (2);
- Биљана Стојковић, Безбедност као предуслов развоја, Задужбина Андрејевић, монографија, библиотека Посебна издања, Београд, 2014. године, М42 (5);
- Биљана Стојковић, Источно питање и украјинска криза, интердисциплинарни научно-теоријски часопис „Војно дело“, 1/2015. Година LXVII, УДК 355/359, YU ISSN 0042 Parameter error in {{issn}}: Invalid ISSN./8426, стр. 25/36, М51 (3);
- Божидар Форца, Биљана Стојковић, О хијерархији стратегијских докумената, интердисциплинарни научно-теоријски часопис „Војно дело“, број 2, Лето/2014. Година LXVI, УДК 355/359, YU ISSN 0042-8426, стр. 145-165, М51 (3);
- Биљана Стојковић,Приказ књиге „Угрожавање капацитета безбедности државе“, Радослава Гаћиновића, интердисциплинарни научно-теоријски часопис „Војно дело“, Пролеће/2014. Година LXVI, УДК 355/359, YU ISSN 0042-8426, стр. 356-359, М51 (3);
- Биљана Стојковић, Стратегијско управљање националним развојем, интердисциплинарни научно-теоријски часопис „Војно дело“, Јесен/2013. Година LXVI, УДК 355/359, стр. 86-96, М51 (3);
- Биљана Стојковић, Основаност разматрања наука одбране као интердисциплинарних наука, општевојни научно-теоријски часопис „Војно дело“, Лето/2011. Година LXIII УДК 355/359, стр. 46-58, М51 (3);
- Биљана Стојковић, Положај жена у сектору безбедности Републике Србије, општевојни научно-теоријски часопис „Војно дело“, Јесен/2011. Година LXIII, УДК 355/359, стр. 157-171, М51 (3);
- Биљана Стојковић, Безбедносни аспекти укључења Републике Србије у Европску унију, часопис „Војно дело“, Јесен/2010. Година LXII, УДК 355/359, стр. 166-189, М51 (3);
- Биљана Стојковић, Различити приступи у употреби појма стратегија у савременом добу, часопис „Војно дело“, бр 3, Београд, 2009. године, стр. 241-270, М51 (3);
- Биљана Стојковић, Промене у теоријском приступу безбедности, часопис „Војно дело“, бр 1, Београд, 2006. године, стр. 65-85, М51 (3);
- Биљана Стојковић, Демократска контрола војске – од појма до праксе, часопис „Војно дело“, бр 3, Београд, 2005. године, стр. 93-107, М51 (3);
- Биљана Стојковић, Резултати унапређења родне равноправности у националном систему безбедности у Републици Србији, оригинални научни рад, часопис Министарства унутрашњих послова Републике Србије „Безбедност“, Година LVI, број 2, UDK 343-351.74./75(05), YU ISSN 0409 Parameter error in {{issn}}: Invalid ISSN./2953 Београд, 2014, стр. 33-51, М52 (2);
- Биљана Стојковић, Методологија процењивања изазова, ризика и претњи за потребе стратегијског менаџмента у области безбедности, оригинални научни рад, часопис Министарства унутрашњих послова Републике Србије „Безбедност“, Година LV, број 3, UDK 355.432:005.21, YU ISSN 0409 Parameter error in {{issn}}: Invalid ISSN./2953, Београд, 2013, стр. 36-52, М52 (2);
- Биљана Стојковић, Вредносна оријентација становништва као основ за израду националне стратегије, „Политика националне безбедности“, број 5, Годишњак Института за политичке студије,ISSN 2334 Parameter error in {{issn}}: Invalid ISSN./959X, UDK 351.862 (497.11), Београд, 2013. стр. 143-154, М52 (2);
- Biljana Stojkovic, Security aspects of National Development Strategy of the Republic of Serbia, „Безбедност“, Година LIV, број 3, UDK 343-351.74./75(05), YU ISSN 0409 Parameter error in {{issn}}: Invalid ISSN./2953, Београд, 2012. pp. 33–48, М52 (2);
- Биљана Стојковић, Безбедносни аспект националне стратегије развоја Републике Србије, оригинални научни, часопис Министарства унутрашњих послова Републике Србије „Безбедност“, Година LIV, број 3, UDK 343-351.74./75(05), YU ISSN 0409 Parameter error in {{issn}}: Invalid ISSN./2953, Београд, 2012, стр. 48-62, М52 (2);
- Биљана Стојковић, Увођење родне перспективе у реформу сектора безбедности Републике Србије, оригинални научни рад, часопис Министарства унутрашњих послова Републике Србије „Безбедност“, Година LIII, број 3, UDK 343-351.74./75(05), YU ISSN 0409 Parameter error in {{issn}}: Invalid ISSN./2953, Београд, 2011, стр. 35-50, М52 (2);
- Биљана Стојковић, Основаност разматрања наука одбране као интердисциплинарних наука, војнo-стручни интервидовски часопис „Нови гласник“, број 2/2014. Година XXI, УДК 355/359, ISSN 0354-3323, стр. 21-41, М53 (1);
- Биљана Стојковић, Индикатори за утврђивање положаја жена у сектору безбедности Републике Србије, часопис „Безбедност Западног Балкана“, тема броја: „Род и сектор безбедности“, Београдски центар за безбедносну политику, Година 6, Број 19, Београд, јануар-април 2011. год. стр. 79-96, М53 (1);
- Биљана Стојковић, Mодел оптималне стратегије развоја Републике Србије, рад прихваћен и изложен на научном скупу у организацији Одељења друштвених наука САНУ и Ректората Универзитета у Београду, на тему: „Могуће стратегије развоја Србије“, 20. новембра 2013. године, у Београду, примљен на 3. Скупу Одељења друштвених наука САНУ 1. априла 2014. године и објављен у Зборнику научних радова (уред. Часлав Оцић), Београд, 2014. стр. 449-460, М61 (1,5);
- Биљана Стојковић, Заштита жена од насиља у сектору безбедности, научно-стручни скуп Криминалистичко-полицијске академије, Министарства унутрашњих послова Републике Србије и Фондације „Hans Zajdel“ из Немачке на тему: „Насиље у Србији – узроци, облици, последице и друштвене реакције“, Тара, 21-23. октобра 2014. године, излагала је прихваћени и објављени рад у Зборнику радова са тог научно-стручног скупа, (уред. проф. др Драгана Коларић), Том 2.  978-7020-286-3 неважећи ., COBISS.SR-ID 207691532, Београд, 2014, стр. 213-225, М61 (1,5);
- Биљана Стојковић, Снежана Нововић, Селекција и употреба индикатора за родну анализу у сектору безбедности Републике Србије, Симпозијум о операционим истрживањима „XLI SYM-OP-IS 2014.“, секција Истраживање и развој, Дивчибаре, 16-19. септембар 2014. године, излагала је прихваћени рад наведих коаутора, који је објављен у целини у Зборнику радова са тог скупа у издању Саобраћајног факултета (ед. проф. др Душан Теодоровић и др.).  97-86-7395-3250 неважећи ., COBSISS. br. ID 209612556, стр. 198-203, М61 (1,5);
- Биљана Стојковић, Процена и управљање изазовима, ризицима и претњама безбедности, Симпозијум о операционим истраживањима „XLI SYM-OP-IS 2014“, секција Управљање ризиком, Дивчибаре, 16-19. септембар 2014. године, излагала је наведени прихваћени рад, који је објављен у целини у Зборнику радова са тог скупа у издању Саобраћајног факултета (ед. проф. др Душан Теодоровић и др.).  97-86-7395-3250 неважећи ., COBSISS. ID 209612556, стр. 723-730, М61 (1,5);
- Божидар Форца, Биљана Стојковић, Оптимизација модела система безбедности у стратегијском планирању, научни скуп „SYM-OP-IS 2012“, Тара, септембар 2012. године, излагала је прихваћени и објављени рад наведих коаутора, који је у целини објављен у Зборнику радова са тог скупа, стр. 445-448, М61 (1,5);
- Биљана Стојковић, Оптимизација процеса израде националне стратегије развоја, излагање по позиву са научног скупа „SYM-OP-IS 2011“, Златибор, октобар 2011. године, штампано у изводу у Зборнику радова „SYM-OP-IS 2011“, стр. 818, М62 (1);
- Биљана Стојковић, докторска дисертација под називом: „Безбедносни аспект националне стратегије развоја“, одбрањена 16. априла 2013. године на Војној академији Универзитета одбране, у Београду, М71 (6);
- Биљана Стојковић, магистарски рад под називом: „Одређење појма развојна стратегија у савременој теорији политике“, Факултет политичких наука, 8. маја 2008. године, М72 (3).